# Nobby Stiles
Norbert "Nobby" Peter Stiles MBE (født 18. maj 1942 i Manchester, død 30. oktober 2020) var en engelsk fodboldspiller.
Han spillede for Manchester United F.C. i tresserne, og vandt Europa Cup, nu UEFA Champions League, i 1968 og VM på hjemmebane i 1966. Nobby Stiles og Bobby Charlton er de eneste englændere, der har formået det kunststykke.
Stiles blev i 2000 optaget i Order of the British Empire, den 30. oktober 2020 døde han efter længere tids sygdom.